# Noach Pryłucki
Noach (Nojach) Pryłucki (jidysz נח פּרילוצקי; ur. 19 września?/1 października 1882 w Berdyczowie, zm. 18 sierpnia 1941 w Wilnie) – polski polityk – fołkista, dziennikarz i adwokat żydowskiego pochodzenia, poseł na Sejm Ustawodawczy i Sejm I kadencji.

## Życiorys
Urodził się w Berdyczowie. Przeniósł się do Warszawy, gdzie uczył się w III Gimnazjum i rozpoczął studia na Uniwersytecie Warszawskim. Za swą działalność polityczną był wielokrotnie aresztowany przez władze carskie i ostatecznie relegowany z uczelni. Praktykował jako adwokat. W 1908 roku był uczestnikiem konferencji w Czerniowcach.
W latach 1910–1936 był współwłaścicielem, współpracownikiem i redaktorem dziennika Der Moment. W 1916 założył i następnie szefował Żydowskiej Partii Ludowej w Polsce. Wybrany członkiem Rady Stanu w 1918 roku.
Poseł do Sejmu Ustawodawczego w 1919, musiał zrzec się mandatu ze względu na brak obywatelstwa. Po uzyskaniu obywatelstwa polskiego ponownie posłował w latach 1922–1927. Zdobył mandat z listy Żydowskiego Demokratycznego Bloku Ludowego (lista nr 20 w okręgu wyborczym nr 1 – Warszawa), założył w Sejmie odrębne od ŻKP koło Żydowskiej Partii Ludowej.
Był członkiem żydowskich organizacji kulturalnych i dobroczynnych.
Zamordowany przez Niemców w getcie wileńskim w 1941 r.